# استانداری آذربایجان شرقی
استانداری آذربایجان شرقی یک نهاد مرتبط سازمان امور اداری کشور و نمایندهٔ دولت جمهوری اسلامی ایران در استان آذربایجان شرقی است که در شهر تبریز واقع شده است.

## مدیریت
استان آذربایجان شرقی دارای ۲۱ شهرستان، ۴۸ بخش، ۱۴۶ دهستان و ۷۰ شهر است. همچنین در شهرستان‌های مرند، مراغه و میانه، فرمانداری ویژه ایجاد شده است.

### فرمانداری‌ها
| فرمانداری            | بخشداری‌های وابسته           |
| -------------------- | --------------------------- |
| فرمانداری آذرشهر     | بخشداری حومه (مرکزی) آذرشهر |
| فرمانداری آذرشهر     | بخشداری گوگان               |
| فرمانداری آذرشهر     | بخشداری ممقان               |
| فرمانداری اسکو       | بخشداری مرکزی اسکو          |
| فرمانداری اسکو       | بخشداری ایلخچی              |
| فرمانداری اهر        | بخشداری مرکزی اهر           |
| فرمانداری اهر        | بخشداری فندقلو              |
| فرمانداری بستان‌آباد  | بخشداری مرکزی بستان‌آباد     |
| فرمانداری بستان‌آباد  | بخشداری تیکمه‌داش            |
| فرمانداری بناب       | بخشداری مرکزی بناب          |
| فرمانداری تبریز      | بخشداری مرکزی تبریز         |
| فرمانداری تبریز      | بخشداری باسمنج              |
| فرمانداری تبریز      | بخشداری خسروشاه             |
| فرمانداری جلفا       | بخشداری مرکزی جلفا          |
| فرمانداری جلفا       | بخشداری سیه‌رود              |
| فرمانداری چاراویماق  | بخشداری مرکزی چاراویماق     |
| فرمانداری چاراویماق  | بخشداری شادیان              |
| فرمانداری خداآفرین   | بخشداری مرکزی خداآفرین      |
| فرمانداری خداآفرین   | بخشداری گرمادوز             |
| فرمانداری خداآفرین   | بخشداری منجوان              |
| فرمانداری سراب       | بخشداری مرکزی سراب          |
| فرمانداری سراب       | بخشداری مهربان              |
| فرمانداری شبستر      | بخشداری مرکزی شبستر         |
| فرمانداری شبستر      | بخشداری تسوج                |
| فرمانداری شبستر      | بخشداری صوفیان              |
| فرمانداری عجب‌شیر     | بخشداری مرکزی عجب‌شیر        |
| فرمانداری عجب‌شیر     | بخشداری قلعه‌چای             |
| فرمانداری کلیبر      | بخشداری مرکزی کلیبر         |
| فرمانداری کلیبر      | بخشداری آبش‌احمد             |
| فرمانداری ویژه مراغه | بخشداری مرکزی مراغه         |
| فرمانداری ویژه مراغه | بخشداری سراجو               |
| فرمانداری ویژه مرند  | بخشداری مرکزی مرند          |
| فرمانداری ویژه مرند  | بخشداری کشکسرای             |
| فرمانداری ویژه مرند  | بخشداری یامچی               |
| فرمانداری ملکان      | بخشداری مرکزی ملکان         |
| فرمانداری ملکان      | بخشداری لیلان               |
| فرمانداری ویژه میانه | بخشداری مرکزی میانه         |
| فرمانداری ویژه میانه | بخشداری ترکمانچای           |
| فرمانداری ویژه میانه | بخشداری کاغذکنان            |
| فرمانداری ویژه میانه | بخشداری کندوان              |
| فرمانداری ورزقان     | بخشداری مرکزی ورزقان        |
| فرمانداری ورزقان     | بخشداری خاروانا             |
| فرمانداری هریس       | بخشداری مرکزی هریس          |
| فرمانداری هریس       | بخشداری خواجه               |
| فرمانداری هشترود     | بخشداری مرکزی هشترود        |
| فرمانداری هشترود     | بخشداری نظرکهریزی           |
| فرمانداری هوراند     | بخشداری مرکزی هوراند        |
| فرمانداری هوراند     | بخشداری چهاردانگه           |

### ساختار داخلی
- حوزه استاندار
  - دفتر استاندار
  - اداره‌کل حراست
  - اداره‌کل روابط عمومی
  - دفتر بازرسی، مدیریت عملکرد و امور حقوقی
  - اداره‌کل امور بانوان و خانواده
  - هسته گزینش
  - هماهنگی امور ایثارگران
- معاونت سیاسی، امنیتی و اجتماعی
  - دفتر امور سیاسی، انتخابات و تقسیمات کشوری
  - دفتر امور امنیتی و انتظامی
  - دفتر امور اجتماعی و فرهنگی
  - اداره‌کل پدافند غیرعامل
- معاونت هماهنگی امور عمرانی
  - دفتر فنی، امور عمرانی و حمل‌ونقل و ترافیک
  - دفتر امور شهری و شوراها
  - دفتر امور روستایی و شوراها
  - اداره‌کل مدیریت بحران
- معاونت هماهنگی امور اقتصادی
  - دفتر هماهنگی امور اقتصادی
  - دفتر جذب و حمایت از سرمایه‌گذاری
- معاونت توسعه مدیریت و منابع
  - دفتر برنامه‌ریزی، بودجه و تحول اداری
  - اداره‌کل امور اداری و مالی
  - مدیریت فناوری اطلاعات، امنیت فضای مجازی و شبکه دولت[۳]

## زیرمجموعه‌ها
- استانداری
  - استاندار:بهرام سرمست
    - معاونت سیاسی و اجتماعی
      - معاون:مرتضی محمدزاده
        - مدیرکل دفتر سیاسی، انتخابات و تقسیمات کشوری:علی امیری راد
        - مدیرکل دفتر امور فرهنگی و اجتماعی:پروین اشراقی

    - معاونت امنیتی و انتظامی
      - معاون:مهراب داوری
        - مدیرکل پدافند غیرعامل:محمد بیگ
        - مدیرکل امنیتی و انتظامی:محمدباقر هنربر

    - معاونت هماهنگی امور عمرانی
      - معاون:ظفر محمدی
        - مدیرکل دفتر فنی، امور عمرانی، حمل و نقل و ترافیک:بابک رضی منش
        - مدیرکل دفتر امور شهری و شوراها:سیف الله مطلبی
        - مدیرکل دفتر امور روستایی و شوراها:رسول خدابخش
        - مدیرکل مدیریت بحران:مجید فرشی

    - معاونت هماهنگی امور اقتصادی
      - معاون:طاهر روحی
        - مدیرکل دفتر هماهنگی امور اقتصادی:طاهر روحی
        - مدیرکل دفتر هماهنگی و امور سرمایه‌گذاری و اشتغال:رحمان فلاح

    - معاونت توسعه مدیریت و منابع
      - معاون:تقی کرمی
        - مدیرکل دفتر برنامه‌ریزی، بودجه و تحول اداری:زهرا حسن‌زاده
        - مدیرکل امور اداری و مالی:ابراهیم عباسی نسب
        - مدیر فناوری اطلاعات، امنیت فضای مجازی و شبکه دولت:الهام صفوی

    - حوزه استاندار
      - مشاور و مدیرکل:رحیم قاسم زاده
        - رئیس دفتر استاندار:امید خاصاباف
        - مدیرکل روابط عمومی:محمد عزیزی راد
        - مشاور استاندار و مدیرکل حراست:سید حسین سیدعبدالهی
        - مدیرکل دفتر بازرسی، مدیریت عملکرد، امور حقوقی و ارتباطات مردمی:اللهیاری
        - مشاور استاندار و مدیرکل امور بانوان و خانواده:حکیمه انتظاری
        - مدیر هسته گزینش:مرتضی محمدزاده

    - شورای هماهنگی مبارزه با مواد مخدر
      - دبیر شورای هماهنگی مبارزه با مواد مخدر:امیر رنجبر